# Послушност
Послушност је људско понашање које карактерише добровољно свесно потчињавање своје воље другој вољи. У већини етичких традиција то се сматра врлином.

## У хришћанству
У хришћанству: послушност је врлина, чија је суштина усклађеност своје воље са вољом Божијом.
Врлина послушности је једна од најважнијих у хришћанству. Према Мајстеру Екарту: "Истинска и савршена послушност је врлина изнад свих врлина, и без ове врлине не може се извршити или извршити ниједно велико дело."

## Завет послушности
Послушање је један од три главна завета хришћанских монаха, поред безбрачности и сиромаштва.
У православним манастирима монаси првог степена полажу само завет послушања.